# Xestospongia variabilis
Xestospongia variabilis är en svampdjursart som först beskrevs av Topsent 1892.  Xestospongia variabilis ingår i släktet Xestospongia och familjen Petrosiidae. Inga underarter finns listade i Catalogue of Life.